# Świniowice
Świniowice (niem. Schwinowitz) – wieś sołecka w Polsce położona w województwie śląskim, w powiecie tarnogórskim, w gminie Tworóg.
W latach 1975–1998 miejscowość należała administracyjnie do województwa katowickiego.

## Charakterystyka
Przez Świniowice przepływa rzeka Ligancja. Wieś jest otoczona polami, lecz dawniej rósł tu las składający się z buków i dębów.

## Nazwa

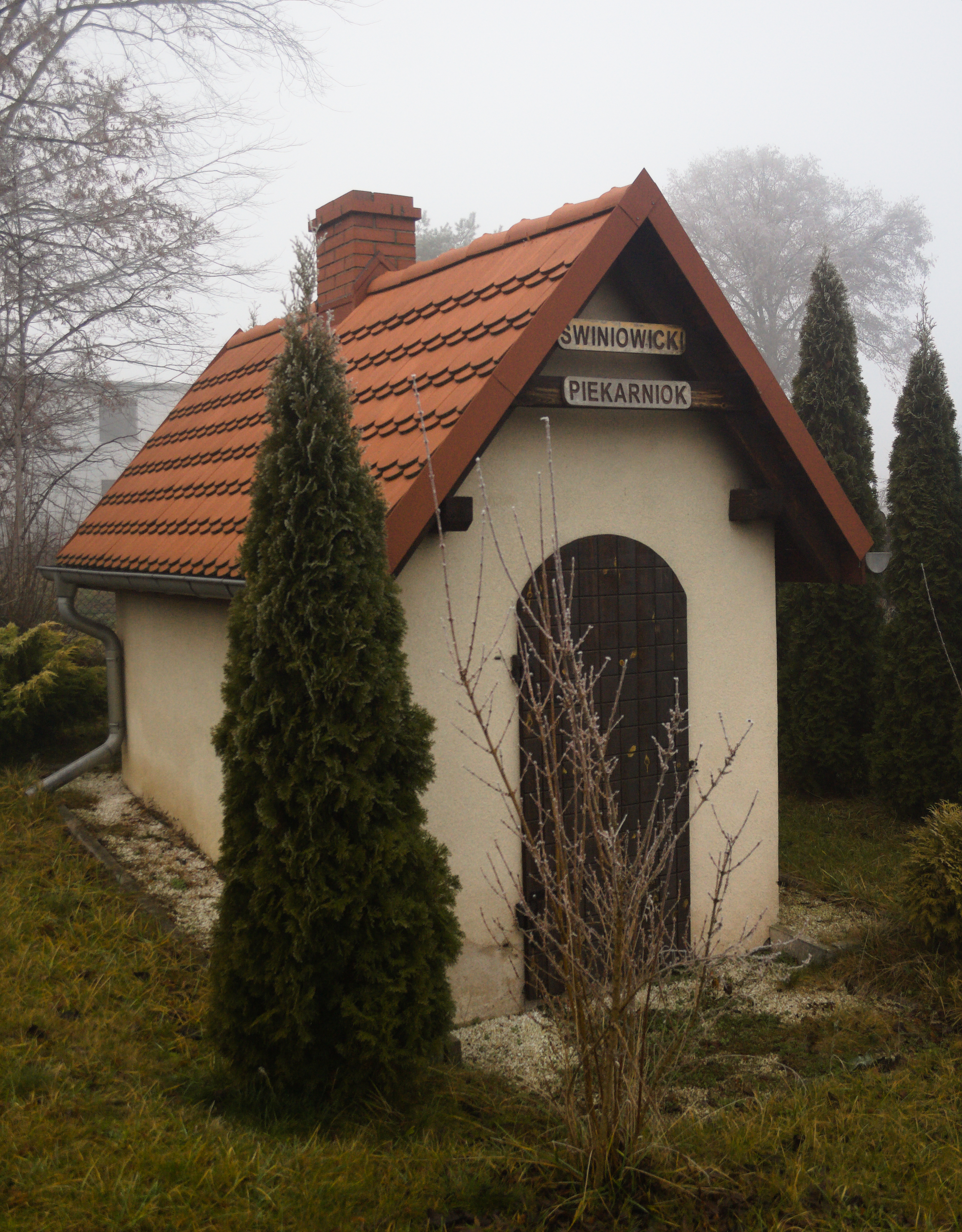
Piekarniok w Świniowicach

Nazwa wsi Świniowice pochodzi od leśnego wypasu świń, którym między innymi zajmowali się mieszkańcy.
W księdze łacińskiej Liber fundationis episcopatus Vratislaviensis (pol. Księga uposażeń biskupstwa wrocławskiego) spisanej za czasów biskupa Henryka z Wierzbna w latach 1295–1305 miejscowość wymieniona jest w zlatynizowanej formie Swoynowitz we fragmencie Swoynowitz solvitur decima more polonico.
W okresie hitlerowskiego reżimu w latach 1936–1945 zmieniono nazwę miejscowości na całkowicie niemiecką Ebersheide.

## Historia
Świniowice powstały w XIII wieku, są obok Połomi i Wojski jedną z trzech najstarszych wsi w gminie. Powinnością służebną mieszkańców Świniowic był leśny wypas świń oraz dostarczaniem miodu z leśnych barci. Były jedną z wsi wchodzących w skład księstwa bytomskiego, a po jego rozpadzie księstwa toszeckiego zhołdowanego później przez Czechy. Między rokiem 1431 a 1433 okolica została złupiona przez husytów. Na krótko, między 1474 a 1490, należały do Węgier. W roku 1742 znalazły się w państwie pruskim. Obszar ten, był objęty zasięgiem II i III powstania śląskiego (lata 1919–1920) W czasie plebiscytu (w 1921 roku), większość mieszkańców głosowała za przyłączeniem do Polski. Mimo to Świniowice nie weszły w skład II Rzeczypospolitej.